# Myron Levoy
Myron Levoy (* 30. Januar 1930 in Queens, New York City; † 30. Dezember 2019) war ein US-amerikanischer Schriftsteller.

## Lebenslauf
Myron Levoy verbrachte seine Jugend im ethnisch sehr gemischten Stadtteil Queens. Seine Mutter stammte aus Ungarn und sein jüdischer Vater aus Hannover. Schon als Kind zeigte Myron seine literarische Neigung. Später studierte er Ingenieurwissenschaften an der Purdue University. Ursprünglich arbeitete er auf dem Gebiet des Raketenantriebes für die Raumfahrttechnik.
Er begann zunächst Gedichte, Komödien und Kurzgeschichten für Kinder zu schreiben und als sich damit erste Erfolge erzielen ließen, konzentrierte er sich auf die Schriftstellerei und machte sich vor allem mit seinen zwei Jugendbüchern einen Namen. Myron Levoy lebte mit seiner Frau und seinen beiden Kindern in Rockaway, New Jersey.
Seine Bücher, in denen gesellschaftliche Randfiguren im Mittelpunkt der Handlung stehen, richten sich nicht nur gegen Vorurteile und Rassismus, sondern beschreiben auch die Probleme der Identitätsfindung, des Zu-sich-Selbst-Findens und Zu-sich-Selbst-Stehens.
Es gehörte zu Myron Levoys politischem und humanitärem Engagement, dass er aktiv in der amerikanischen Friedensbewegung tätig war und beispielsweise mit seiner Familie auch an der großen Friedensdemonstration, gegen Atomwaffen und die globale Aufrüstung im Kalten Krieg, in New York City im Juni 1982 teilnahm. Er hat Gedichte, Theaterstücke, einen Roman, mehrere Kurzgeschichten für Kinder, ein Bilderbuch und zwei Jugendbücher veröffentlicht.
1968 erschien sein erster Roman A Necktie in Greenwich Village. Sein Buch Der gelbe Vogel (Originaltitel: Alan and Naomi, erschienen 1977 bei Harper & Row, New York) wurde 1982 mit dem Deutschen Jugendliteraturpreis (wie auch mit zahlreichen anderen Preisen) ausgezeichnet.

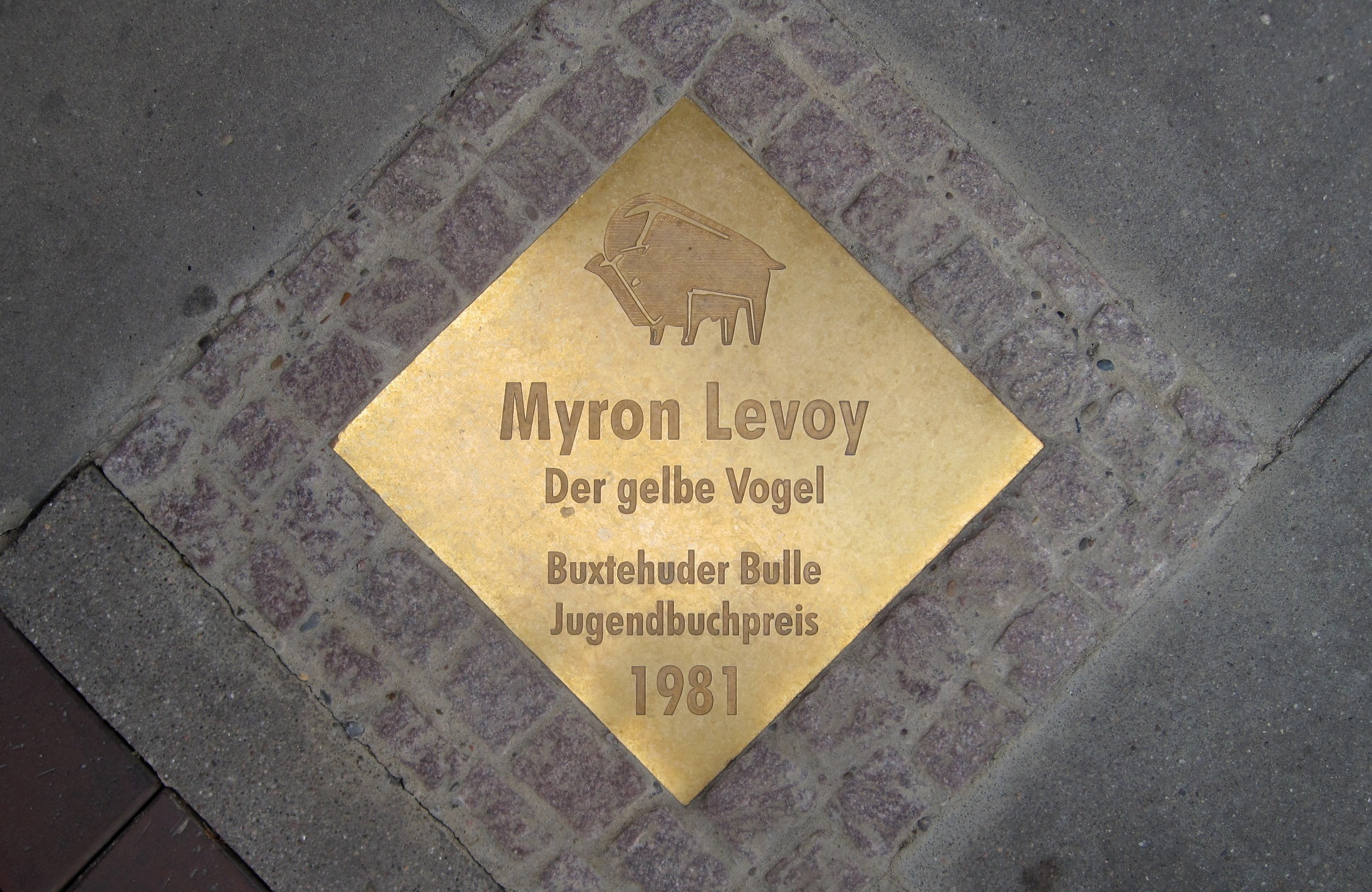
Buxtehuder Bulle: Messingplatte in der Buxtehuder Bahnhofstraße

## Auszeichnungen
- Finalist beim National Book Award 1980 für Der gelbe Vogel
- Preis der Leseratten 1982 für Der gelbe Vogel
- Zilveren Griffel 1981 für Der gelbe Vogel
- Buxtehuder Bulle 1981 für Der gelbe Vogel
- Deutscher Jugendliteraturpreis 1982 für Der gelbe Vogel
- Österreichischer Staatspreis für Kinder- und Jugendliteratur 1981 für Der gelbe Vogel

## Werke (Auswahl)
- 1977: Alan and Naomi (Der gelbe Vogel)
- 1981: A Shadow Like A Leopard (Ein Schatten wie ein Leopard)
- 1984: Three Friends (Drei Freunde)
- 1984: The Hanukkah of Great-Uncle Otto
- 1986: Pictures of Adam (Adam und Lisa)
- 1988: The magic hat of Mortimer Wintergreen (Mr. Mortimers Zauberhut)
- 1992: Kelly 'n' me (Kelly und ich)
- 2000: The year of Nelly Bates (nur in deutscher Übersetzung als Eine Liebe in Schwarz-Weiß erschienen)